# Orwell (groupe français)
Pour les articles homonymes, voir Orwell.
Orwell est un groupe de pop français, originaire de Nancy, en Meurthe-et-Moselle. Formé par Jérôme Didelot au début des années 2000, le groupe compte six albums.

## Biographie
Jérôme Didelot est né le 21 octobre 1970, à Metz (Moselle). Étudiant, Jérôme forme le groupe P. S. Goodbye, en référence à une chanson des Chameleons, avant de quitter sa ville natale pour s'installer à Nancy. Alexandre Longo et Thierry Bellia contribuent à former Orwell avant de suivre leur propre voie,. 
Peu après sa formation, le groupe fait la première partie d'un concert de Michel Delpech en 2000, à l'Olympia. En 2002, le groupe sort son premier album, Des lendemains. Médéric Gontier (Tahiti 80) joue de la guitare sur le morceau Toutes les nouvelles parlent d'hier de l'album. « Didelot parvient à nourrir un propos sur une métrique jusque-là dévolue à la prosodie anglaise. Se cherchant de nouveaux repères, le chanteur communique l'angoisse d'une génération qui ne veut pas s'oublier dans un monde ivre de vitesse », écrit Ludovic Perrin dans un article de Libération.
Orwell publie son deuxième album, L'Archipel, sorti en 2005, sur lequel il collabore avec le chanteur britannique James Warren (Stackrige, The Korgis) et avec le chanteur Hugo Chastanet. Le groupe sort par la suite son troisième album, Le Génie humain, le 15 juin 2007, sur lequel Jipé Nataf (les Innocents) contribue à la guitare. 
Le groupe donne, en 2015, un concert à l'occasion du Livre sur la place de Nancy, aux côtés de l'écrivain Jonathan Coe, qui interprètera certaines de ses pièces instrumentales avec le groupe,. Taro Umebayashi (Milk) et Ayumi Teraoka (Sugar me) ont accompagné Jérôme Didelot sur la scène, au Japon. Cette même année, ils publient l'album Exposition universelle. « Le flacon est ici aussi soigné que l’ivresse est grande », déclare le journal Les Inrockuptibles.
L'année 2020 assiste à la sortie de l'album Parcelle brillante sur lequel contribue Armelle Pioline (Superbravo) au chant.

## Style musical et influences
Le groupe se réclame d'une pop des années 1960 et 1970, de la variété arrangée en même temps que de certains groupes de la période new wave (XTC, Pale Fountains...).
Fasciné par la science-fiction, Jérôme Didelot a utilisé, comme avatar chansonnier, le patronyme de George Orwell, écrivain du XXe siècle. De plus, le titre de son sixième album, Parcelle brillante, renvoie à Bright Segment, une nouvelle de l'auteur Theodore Sturgeon, parue en 1955. Le Nancéien a puisé dans les thèmes de l'écrivain la matière des textes de deux titres : Les Mains de Bianca et Lone, où son fils lit un extrait du roman Les Plus qu'humains de Sturgeon.

## Membres
- Jérôme Didelot — chant, guitare[2]
- Jacques Tellitocci — vibraphone, chœurs[2]
- Régis Nesti — batterie[2]
- Emmanuel Harang — basse[2]
- Renaldo Greco — flûte, piano[2]

## Discographie
- 2000 : Orwell (mini-album)
- 2002 : Des lendemains
- 2005 : L'Archipel
- 2007 : Le Génie humain
- 2011 : Continental
- 2015 : Exposition universelle
- 2020 : Parcelle brillante
- 2024 : Simple Minded